# Autenticació de missatges
En seguretat de la informació, l'autenticació de missatges o l'autenticació d'origen de dades és una propietat que un missatge no s'ha modificat durant el trànsit (integritat de les dades) i que la part receptora pot verificar l'origen del missatge.

## Descripció
L'autenticació del missatge o l'autenticació de l'origen de les dades és una propietat de seguretat de la informació que indica que un missatge no s'ha modificat durant el trànsit (integritat de les dades) i que la part receptora pot verificar l'origen del missatge. L'autenticació de missatges no inclou necessàriament la propietat de no repudi.

## Tècniques
L'autenticació de missatges s'aconsegueix normalment mitjançant codis d'autenticació de missatges (MAC), xifratge autenticat (AE) o signatures digitals. El codi d'autenticació de missatges, també conegut com a autenticador digital, s'utilitza com a verificació d'integritat basada en una clau secreta compartida per dues parts per autenticar la informació transmesa entre elles. Es basa en l'ús d'un hash criptogràfic o algorisme de xifratge simètric. La clau d'autenticació només la comparteixen exactament dues parts (per exemple, els dispositius que es comuniquen), i l'autenticació fallarà en l'existència d'un tercer que tingui la clau, ja que l'algoritme ja no podrà detectar falsificacions (és a dir, poder validar la clau). font única del missatge). A més, la clau també s'ha de generar aleatòriament per evitar-ne la recuperació mitjançant cerques de força bruta i atacs de claus relacionades dissenyats per identificar-la a partir dels missatges que transiten pel mitjà.
Alguns criptògrafs distingeixen entre sistemes d'"autenticació de missatges sense secret", que permeten al receptor previst verificar l'origen del missatge, però no es molesten en ocultar el contingut de text sense format del missatge, dels sistemes de xifratge autenticats. Alguns criptògrafs han investigat sistemes de canals subliminals que envien missatges que semblen utilitzar un sistema d'"autenticació de missatges sense secret", però de fet també transmeten un missatge secret.

## Conceptes relacionats
També s'ha estudiat l'autenticació de l'origen de les dades i el no repudi en el marc de la criptografia quàntica.